# Arthur Henriques
Arthur Carl Henriques (8. marts 1878 i København – 11. januar 1958) var en dansk overretssagfører.
Arthur Henriques var søn af grosserer Ruben C. Henriques (død 1943) og hustru Birgitte f. Fraenckel (død 1920). Han blev student fra Metropolitanskolen 1896; cand.jur. 1902; overretssagfører 1906 og løjtnant.
Han var formand i værgerådet for Københavns 4. værgerådskreds 1912-22; medlem af overværgerådet (nu landsnævnet for børneforsorg) 1932-48; sekretær for Mosaisk Trossamfund 1915-46, juridisk konsulent fra 1945; formand for direktionen for Sygeplejeselskabet for det mosaiske Troessamfund til 1943; næstformand i Selskabet for grafisk Kunst; medlem af bestyrelsen for Børnegården i Sundby til 1955. Han var Ridder af Dannebrog og Dannebrogsmand.
Han blev gift 3. maj 1904 med Else H., f. 11. maj 1882 på Frederiksberg, død 1949, datter af vekselerer Laurids Bing (død 1903) og hustru Amalie f. Bendix (død 1933).
Udgiver af Samling af Forordninger, Reskripter, Love, ministerielle Skrivelser, Domme m. m. vedr. Det mosaiske Troessamfund i Danmark (1909); medudgiver af Børneloven, med Indledning, Anmærkninger og Sagregister (1918).